# Nessia deraniyagalai
Espèce
Nessia deraniyagalai est une espèce de sauriens de la famille des Scincidae.

## Répartition
Cette espèce est endémique du Sri Lanka.

## Étymologie
Cette espèce est nommée en l'honneur de Paulus Edward Pieris Deraniyagala.

## Publication originale
- Taylor, 1950 : Ceylonese Lizards of the Family Scincidae. University of Kansas Science Bulletin, vol. 33, no 13, p. 481-518 (texte intégral).